# La lucha en el camino
La lucha en el camino  es una película documental mexicana realizada por Jesús Martín en 2016.

## Sinopsis
La lucha en el camino es un recorrido por la trayectoria vital de los fundadores de los Bonebreakers, uno de los principales equipos de artes marciales mixtas en México.
El documental muestra las múltiples facetas desarrolladas a lo largo de 20 años pero que conforman un todo y que guardan entre ellas un punto en común: La lucha contra los condicionamientos sociales y la construcción de un proyecto y de un espacio colectivo propio, alternativo, basado en la autogestión.

## Estreno
Su estreno tuvo lugar, el 1 de julio de 2017, en la 14ª Muestra de Cine de Lavapiés.
El 3 de mayo de 2018 fue presentado en el Museo Universitario del Chopo de la UNAM de la Ciudad de México dentro del ciclo MAD/MEX: Construyendo desde el Punk, en el cual se incluía también el documental de David Álvarez: Lo que Hicimos Fue Secreto, que se proyectó el día anterior.